# Dietikon (district)
Dietikon is een district in kanton Zürich. De hoofdplaats is Dietikon. Het district omvat de volgende gemeenten:
| Wapenschild          | Postcode en gemeentenaam  | Inwoners (2006) | Oppervlakte (km²) | Gemeente nummer |
| -------------------- | ------------------------- | --------------- | ----------------- | --------------- |
| Aesch                | 8904 Aesch                | 983             | 5,24              | 0241            |
| Birmensdorf          | 8903 Birmensdorf          | 5514            | 11,38             | 0242            |
| Dietikon             | 8953 Dietikon             | 22.281          | 9,33              | 0243            |
| Geroldswil           | 8954 Geroldswil           | 4422            | 1,91              | 0244            |
| Oberengstringen      | 8102 Oberengstringen      | 6252            | 2,13              | 0245            |
| Oetwil an der Limmat | 8955 Oetwil an der Limmat | 2215            | 2,76              | 0246            |
| Schlieren            | 8952 Schlieren            | 13.278          | 6,58              | 0247            |
| Uitikon              | 8142 Uitikon              | 3735            | 4,38              | 0248            |
| Unterengstringen     | 8103 Unterengstringen     | 2900            | 3,32              | 0249            |
| Urdorf               | 8902 Urdorf               | 9118            | 7,62              | 0250            |
| Weiningen            | 8104 Weiningen            | 4038            | 5,41              | 0251            |
|                      | Total (11)                | 74.736          | 60,06             | 0111            |

Affoltern · Andelfingen · Bülach · Dielsdorf · Dietikon · Hinwil · Horgen · Meilen · Pfäffikon · Uster · Winterthur · Zürich